# Jean Rémond
Jean Rémond (* 9. Juli 1922 in Charolles, Département Saône-et-Loire, Frankreich; † 21. Februar 2009) war Weihbischof der Mission de France.

## Leben
Jean Rémond empfing am 25. März 1950 die Priesterweihe. 1975 ernannte ihn Papst Paul VI. zum Titularbischof von Utimma und bestellte ihn zum Weihbischof der französischen Missionsgesellschaft, der Territorialprälatur der Mission de France mit Sitz in Pontigny. Die Bischofsweihe spendete ihm am 14. Juni 1975 François Kardinal Marty, Erzbischof von Paris und Prälat der Mission de France; Mitkonsekratoren waren Jacques Le Cordier, Bischof von Saint-Denis, und Marius-Félix-Antoine Maziers, Erzbischof von Bordeaux. 1987 wurde seinem Rücktrittsgesuch durch Johannes Paul II. stattgegeben.